# Камерун на зимних Олимпийских играх 2002
Камерун принимал участие в Зимних Олимпийских играх 2002 года в Солт-Лейк-Сити (США) в первый и к настоящему времени единственный раз за свою историю, но не завоевал ни одной медали.

## Лыжные гонки
Спортсменов - 1
Мужчины

### Дистанционные гонки
| Спортсмен     | Вид                        | Время   | Место |
| ------------- | -------------------------- | ------- | ----- |
| Айзек Меньёли | 10 км (классический стиль) | 45.40,3 | 80    |

### Спринт
| Спортсмен     | Квалификация | Квалификация | Четвертьфинал | Четвертьфинал | Полуфинал | Полуфинал | Финал     | Финал          |
| Спортсмен     | Время        | Место        | Время         | Место         | Время     | Место     | Время     | Итоговое место |
| ------------- | ------------ | ------------ | ------------- | ------------- | --------- | --------- | --------- | -------------- |
| Айзек Меньёли | 4.10,07      | 66           | Не прошёл     | Не прошёл     | Не прошёл | Не прошёл | Не прошёл | 66             |